# Роуз Клівленд
Роуз Елізабет «Ліббі» Клівленд (13 червня 1846 — 22 листопада 1918) - перша леді Сполучених Штатів з 1885 по 1886 рік, під час першого терміну перебування її брата, президента Гровера Клівленда в двох адміністраціях. Президент був холостяком, поки не одружився з Френсіс Фолсом 2 червня 1886 року, через чотирнадцять місяців після свого першого терміну.

## Життя та кар'єра

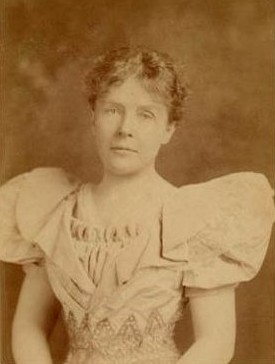
Роуз Клівленд

Роуз Елізабет Клівленд народилася у Фейетвіллі, штат Нью-Йорк, 13 червня 1846 року. Відома у своїй родині як Ліббі, Роуз була наймолодшою з дев'яти дітей, народжених Річардом Фаллі Клівлендом та Енн Ніл Клівленд. У вересні 1853 року сім'я переїхала до Голландського патенту, Нью-Йорк, де її батько щойно був призначений пастором пресвітеріанської церкви. Він помер наступного місяця. Роуз тоді було сім років.
Роуз залишилася в Голландському патенті, щоб піклуватися про свою овдову матір. Гроверу Клівленду, старшому брату Роуз, на той момент було 16 років, і він був сповнений рішучості допомогти утримувати свою сім'ю. Він залишив школу і поїхав до Нью-Йорка, щоб працювати вчителем у Державній школі для сліпих. Роуз здобула освіту в семінарії Гоутон у Клінтоні, штат Нью-Йорк, де пізніше стала вчителем, щоб утримувати себе, а також допомагати підтримувати свою овдову матір.
Роуз також викладала в університетському інституті в Лафайєті, штат Індіана, і в школі для дівчат у Мансі, штат Пенсільванія, де вона викладала наприкінці 1860-х років. У семінарії Мансі Роуз була відома своєю сильною особистістю та незалежністю.
Роуз отримала прізвисько в колі своїх друзів у Мансі; вони називали її «Джонні Клівленд», бо зазвичай її знаходили за читанням книги під старим деревом на сусідній фермі. Потім Роуз підготував курс історичних лекцій; одна лекція, зокрема, була присвячена альтруїстичній вірі, яку вона прочитала перед учнями семінарії Гоутон та в інших школах.
У 1880-х роках Роуз повернулася до Голландського патенту, щоб доглядати за своєю хворою матір'ю. У цей час вона викладала в недільній школі та займалася літературою. Коли вона не працювала таким чином, вона присвятила себе старій матері в садибі Голландський патент до смерті матері в 1882 році. Після смерті Енн Ніл Клівленд Роуз залишилася одна в садибі, відомому як "Бур'яни".
Роуз продовжувала викладати недільну школу та читати лекції. В одній з лекцій про альтруїстичну віру вона заявила: «Ми не можемо торкнутися людства в цілому, окрім того, як ми торкаємося людства окремо. Ми робимо світ кращим завдяки нашим конкретним стосункам, а не через нашу туманну, загальну добру волю. Кожен з нас повинен знайти справжнього партнера, когось, хто розуміє і цінує нас, когось, чия віра в нас виявляє наші найкращі зусилля. Наше найглибше прагнення до визнання — щоб інші люди нас пізнали такими, якими ми є насправді».

## Роки Білого дому
Коли її старший брат Гровер Клівленд став 22-м президентом Сполучених Штатів у березні 1885 року, Роуз прийняла на себе обов'язки першої леді і прожила в Білому домі п'ятнадцять місяців. Вона підтримувала свого брата під час його інавгурації і була його господинею під час його холостяцького життя в Білому домі.
Під час свого раннього перебування на посаді першої леді Роуз отримала на першій сторінці розмову New York Times про свою появу під час її другого прийому в Білому домі. Газета повідомила, що міс Клівленд була одягнена в сукню з чорного атласу, а сукню повністю з іспанського мережива. Атласний ліф був низьким і без рукавів, а прозоре мереживо відкривало плечі та руки. Роуз Клівленд не повністю вписувалася у вашингтонський вищий світ. Говорили: «Роуз Клівленд була синьою панчохою, більше зацікавлена в наукових заходах, ніж у розвагах з кабінетними дружинами та іноземними високопоставленими особами». Роуз була інтелектуалкою, і вона вважала за краще читати лекції, а не розважати, але вона обов’язково виконувала свої обов’язки першої леді як послугу своєму братові.
Коли президент Клівленд одружився з Френсіс Фолсом, Роуз покинула Білий дім і почала освітню кар'єру. Вона стала директором університетського інституту Лафайєта, штат Індіана, письменницею і лекторкою, а також редакторкою чиказького журналу Literary Life.

## Пізніші роки

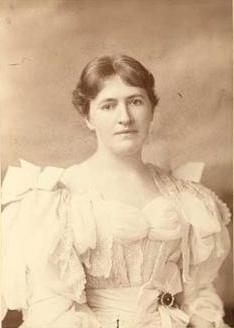
Еванджелін Маррс Віппл

У віці 44 років вона почала лесбійські стосунки з багатою вдовою Еванджелін Маррс Сімпсон з відверто еротичним листуванням. Тон їхніх листів охолонув, коли Єванджелін вийшла заміж за єпископського єпископа з Міннесоти Генрі Бенджаміна Віппла, незважаючи на протести Клівленд.

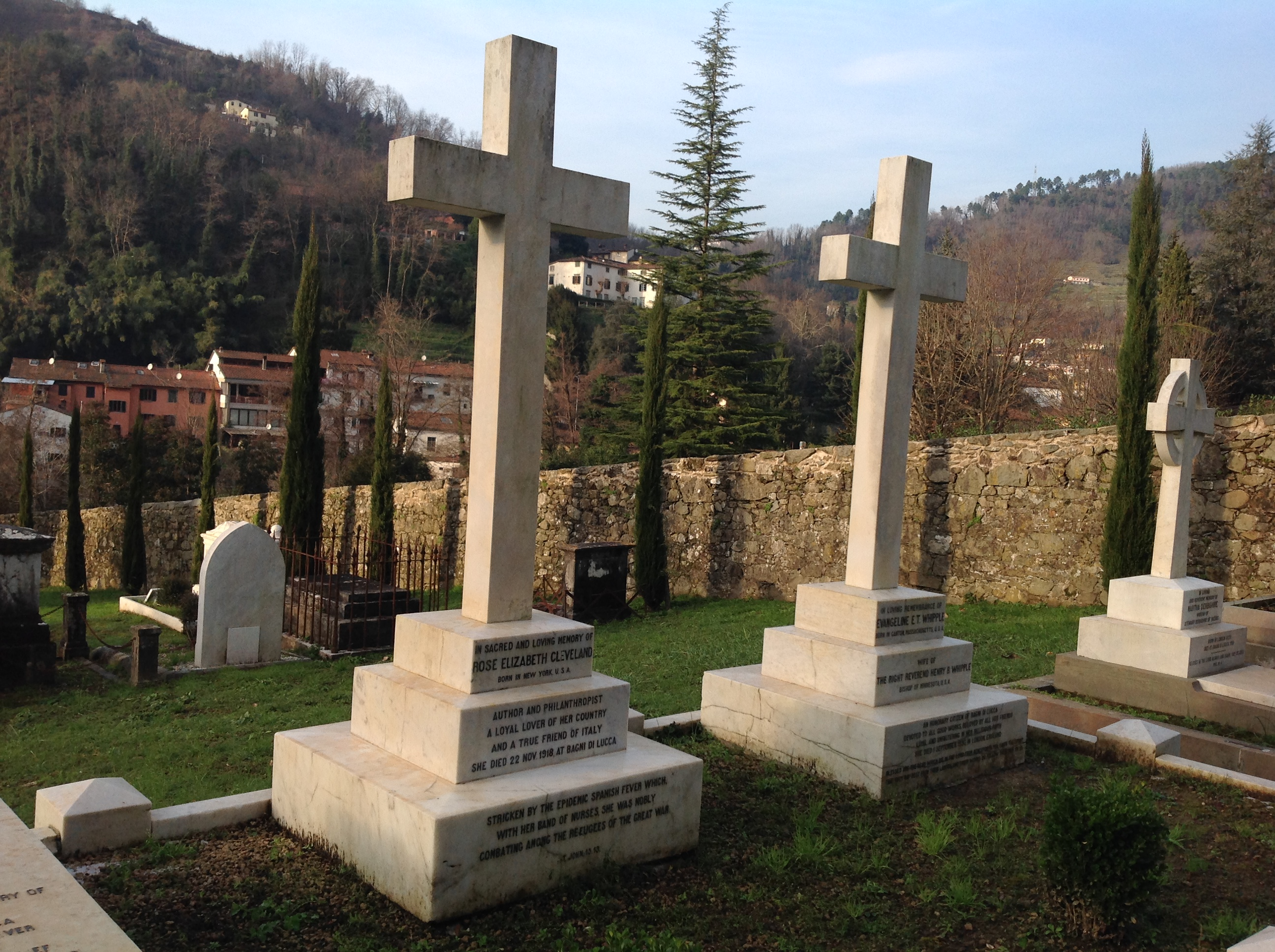
Англійське кладовище, Баньї-ді-Лукка, Італія

Після смерті Віппла в 1901 році дві жінки відновили свої стосунки і врешті-решт, у 1910 році, переїхали до Баньї-ді-Лукки в Італії, щоб жити там разом. Вони ділили будинок з англійською ілюстраторкою і художницею Неллі Еріхсен. Роуз померла вдома 22 листопада 1918 року о 7:32 вечора під час пандемії грипу 1918 року. Її поховали там на англійському цвинтарі, а Еванджелін також поховали поруч із Роуз на тому ж цвинтарі 12 років потому.

## Праці
- Rose Elizabeth Cleveland works at Hathi Trust
- Rose Elizabeth Cleveland works at archive.org

## Подальше читання
- Hardy, Rob. "The Passion of Rose Elizabeth Cleveland." New England Review 28.1 (2007): 180, 193, 207
- Lillie, Lucy C. "The Mistress of the White House." Lippincotts Monthly Magazine 1887: 81–94
- "Society Stars." Boston Daily Globe (Mar 14 1886): 4.